# Philaethria diatonica
Philaethria diatonica är en fjärilsart som beskrevs av Hans Fruhstorfer 1912. Philaethria diatonica ingår i släktet Philaethria och familjen praktfjärilar. Inga underarter finns listade i Catalogue of Life.